# Relaciones España-Suiza
Las relaciones España-Suiza o relaciones hispano-helvéticas son las relaciones internacionales entre la Confederación Suiza y el Reino de España. Ambos países forman parte del G12 y del espacio Schengen.

## Relaciones bilaterales
Las relaciones bilaterales son excelentes y no existe entre ambos países contencioso alguno sino, por el contrario, un constructivo diálogo político y una buena cooperación en temas de interés mutuo.
Fruto sobre todo de la emigración española a Suiza en los años 60 y 70, y de un nuevo repunte a partir de 2010, a finales de 2014 residían en Suiza 115.718 españoles (+4.096 respecto de 2013) según el censo de nacionales de los Consulados Generales de España en Suiza, entre los que se cuentan unos 34.500 que, por razones personales y familiares, gozan de la doble nacionalidad de hecho. Esta amplia comunidad está perfectamente integrada en el país y, aunque inferior en número a la existente en territorio suizo en los años 70 (que alcanzó las 200.000 personas), se encuentra entre las 7 u 8 primeras minorías extranjeras residentes en la Confederación. Según el censo oficial suizo, a finales de diciembre de 2014 había 81.868 españoles en Suiza (+3.711 respecto de 2013), de los que el 26,5% había nacido en Suiza. En estas cifras no figuran las personas con doble nacionalidad. En sentido inverso, a finales de 2014 vivían 24.474 (+232 respecto de 2013) ciudadanos suizos en España, de los que 13.670 tenían la doble nacionalidad.
En 2009, se institucionalizaron las consultas políticas que se celebran anualmente a nivel de Ministro de Asuntos Exteriores.

## Relaciones económicas
España y Suiza son socios de primera magnitud:
- Desde el punto de vista español: Suiza es nuestro 10.º cliente (8.º europeo) y nuestro 25.º proveedor mundial (11.º europeo).
- Desde la perspectiva suiza, España es su 10.º cliente mundial (y 5.º de Europa), absorbiendo el 2,6% de la exportación total suiza. Por otro lado, España es el 10.º suministrador de Suiza (8.º europeo).

### Balanza comercial
Los intercambios comerciales entre España y Suiza, tal como se recogen en la balanza comercial cuando ésta se elabora a partir de los datos de
aduanas, lo que resulta ineludible porque ni el Banco de España ni el Banco Nacional Suizo publican datos de la balanza de pagos desglosados por países, vienen reflejando tradicionalmente un desequilibrio en contra de España que se materializa en una tasa de cobertura de en torno al 60%.
De acuerdo con las fuentes españolas y europeas, en los últimos años la balanza comercial bilateral ha evolucionado de forma muy positiva para España: de un índice de cobertura deficitario se ha pasado a una balanza comercial con superávit y en 2014 la tasa de cobertura alcanzaba el 126%. Las fuentes suizas sitúan dicha tasa en el 100%.

## Misiones diplomáticas
- España tiene una embajada y un consulado-general en Berna y consulados-generales en Ginebra y Zúrich.[4]
- Suiza tiene una embajada en Madrid,[5] un consulado-general en Barcelona y consulados-honorarios en Bilbao, Las Palmas de Gran Canaria, Málaga, Palma de Mallorca y Valencia.[6]

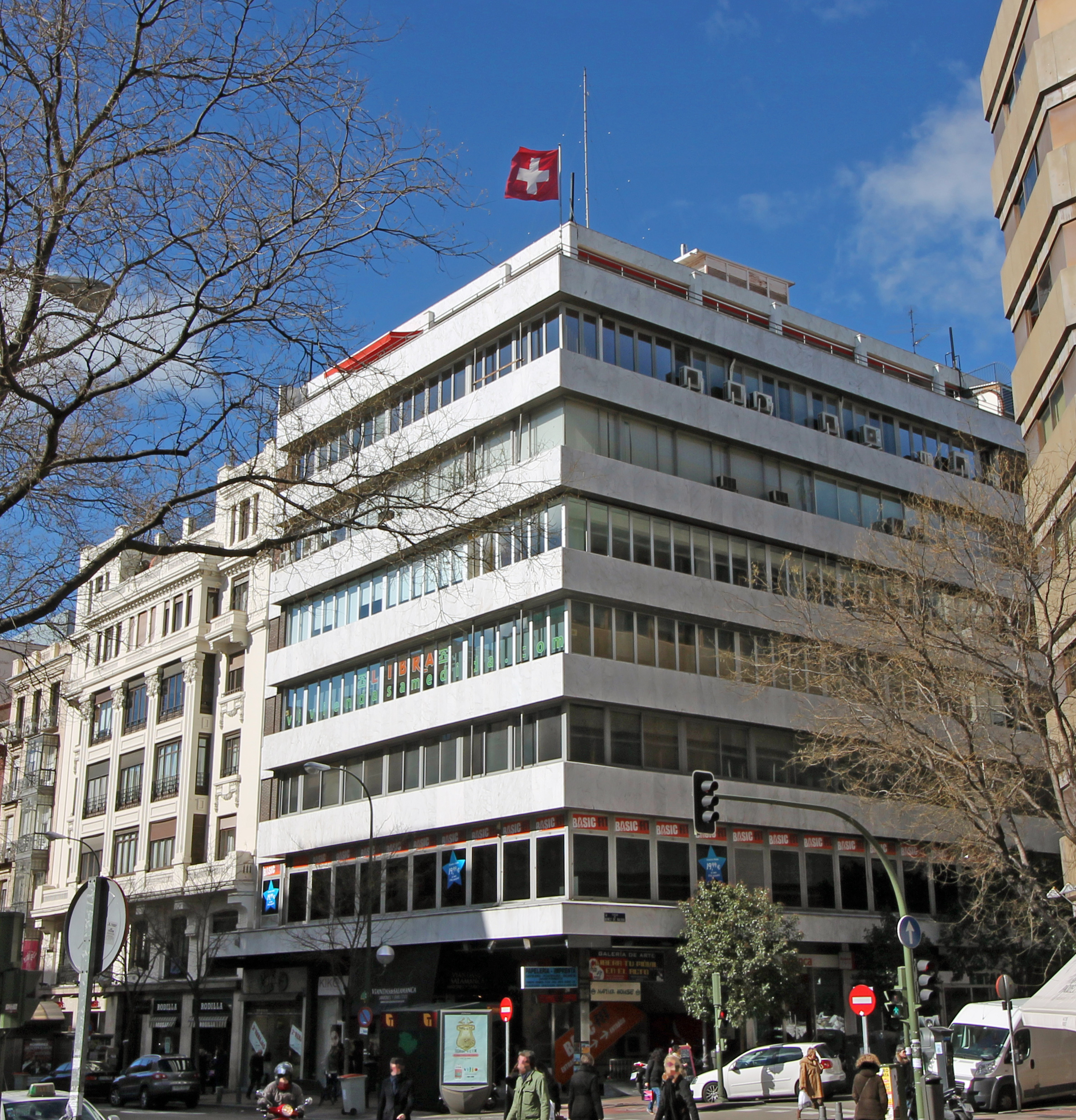
Edificio que alberga la embajada de Suiza en Madrid
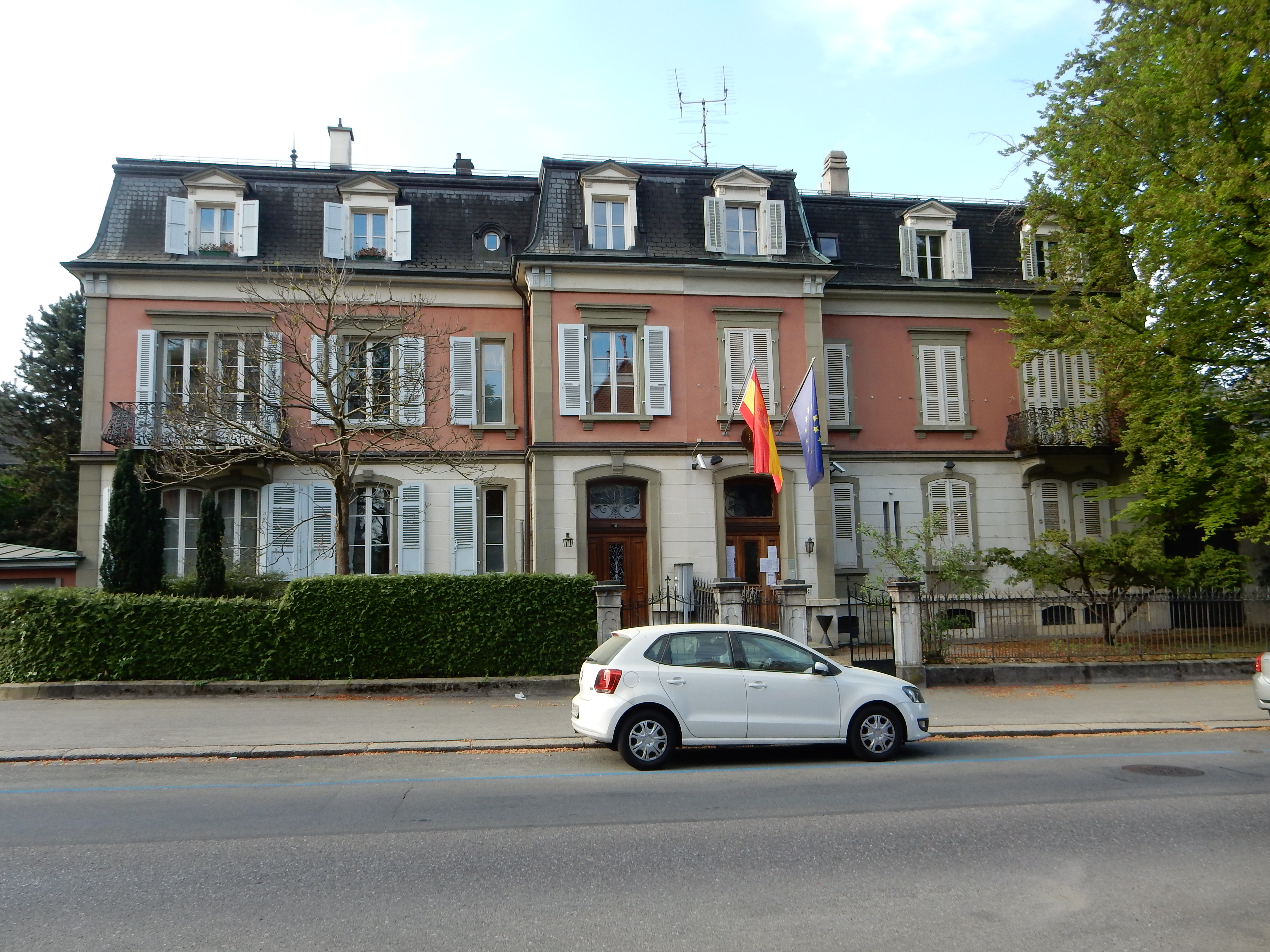
Consulado-General de España en Berna

## Educación

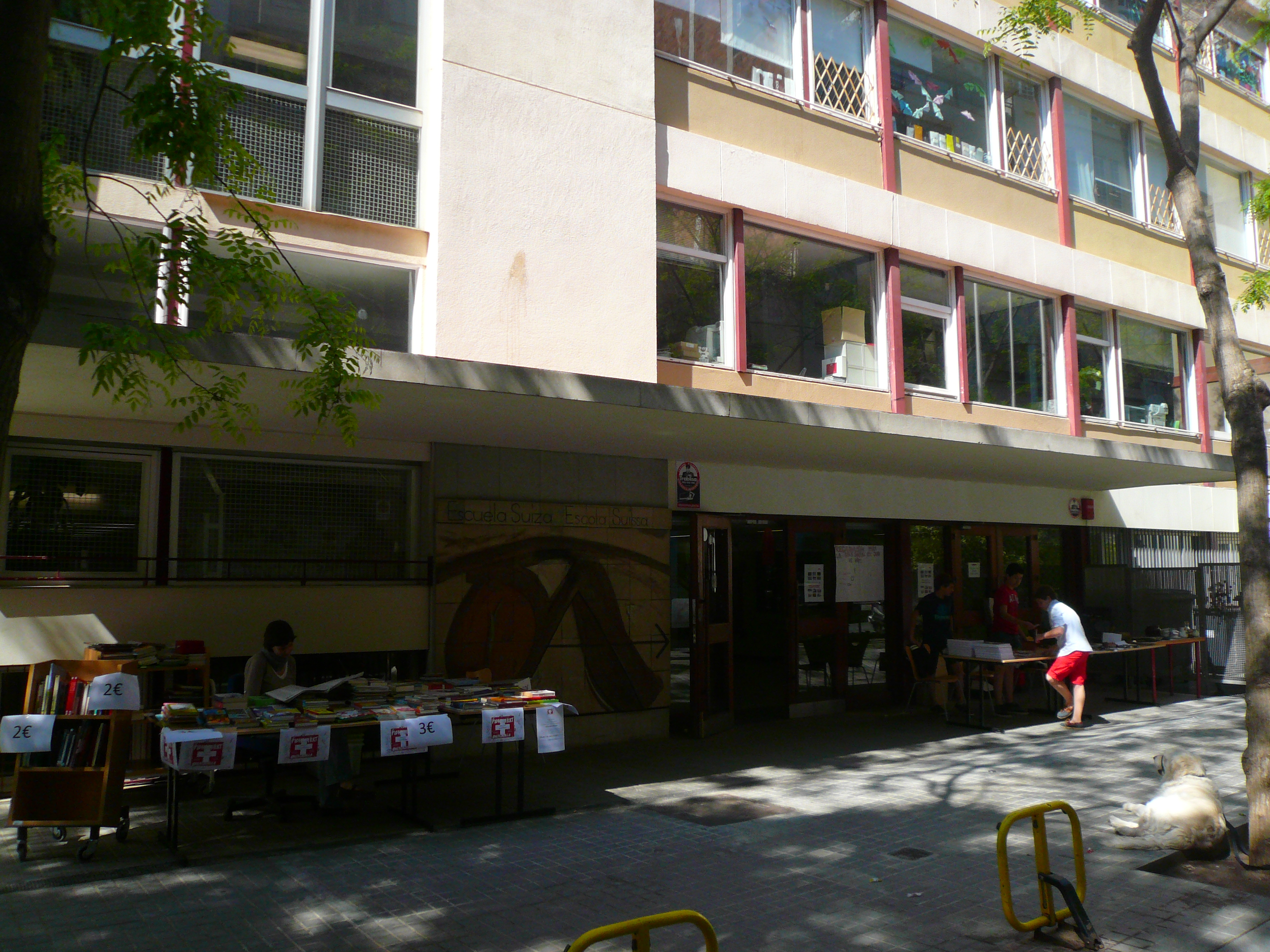
Entrada a la Escuela Suiza de Barcelona

En España existen dos escuelas suizas, una en Barcelona y una en Madrid, que ofrecen un plan de estudios preescolares, de primaria, ESO y postobligatorias, que incluye tanto la titulación española (bachillerato) como la suiza (Matura). Se trata de programas bilingües o multilingües (en el caso de Barcelona), reconocidos por las instituciones de ambos países sin tener que homologar los títulos para acceder a los estudios universitarios o el mercado laboral en dichos países y los que tienen firmados convenios con ellos. Ya que la Matura es un título considerado preuniversitario, no se requiere estudios y exámenes adicionales (como la Selectividad española) para acceder a los estudios universitarios en Suiza y la mayor parte de países europeos.